# UNTSO
De United Nations Truce Supervision Organization (UNTSO), of Organisatie van de Verenigde Naties voor Toezicht op het Bestand in Palestina in het Nederlands, is een in maart 1948 ingestelde organisatie van de Verenigde Naties. De UNTSO heeft als taak om de wapenstilstanden in het Midden-Oosten, waar veel landen Israël niet erkennen en al jaren formeel met dat land in oorlog zijn, te handhaven.
De daadwerkelijke UNTSO-missie begon op 29 mei 1948. Aangezien dit de eerste VN-Vredesmissie betrof, werd later door de Algemene Vergadering van de Verenigde Naties op 11 december 2002 in resolutie 57/129 besloten de datum 29 mei uit te roepen tot de jaarlijkse, sinds 2003 gehouden "International Day of UN Peacekeepers".
Bij de UNTSO zijn ook Nederlandse en Belgische militairen gedetacheerd. De gedetacheerde militairen kwamen in aanmerking voor de Herinneringsmedaille VN-Vredesoperaties.

## Geschiedenis

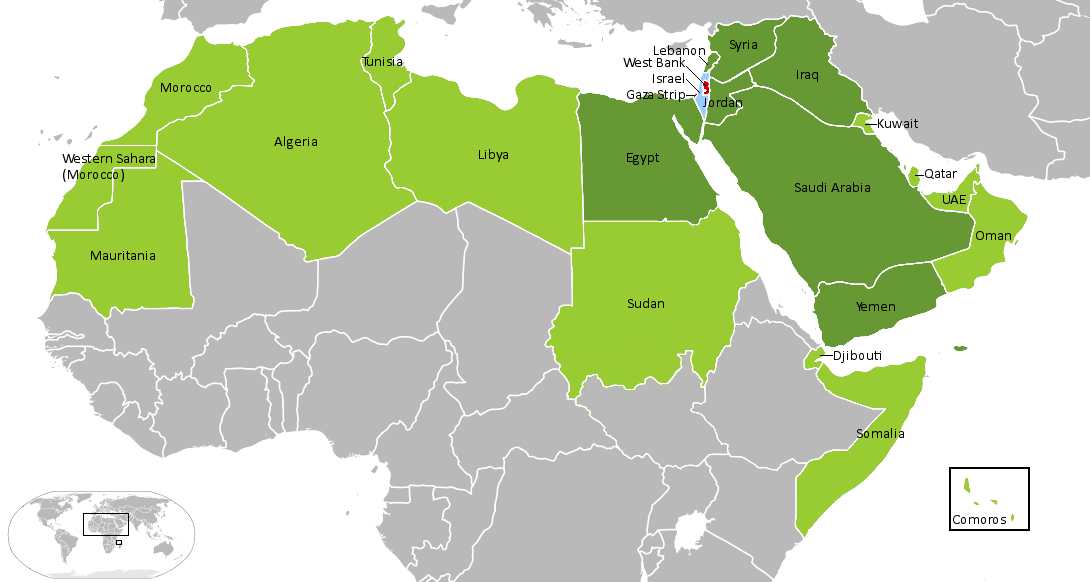
Kaart van het betreffende gebied

In 1920 gaf de Volkenbond Palestina als mandaatgebied in beheer aan Engeland; er waren grote spanningen in het gebied doordat Joodse emigranten een eigen staat wilden vestigen, waartegen de Palestijnse bevolking zich verzette. Na de Tweede Wereldoorlog werd steeds meer aangedrongen op een Joodse staat. Op 14 februari 1947 kondigde Engeland aan dat het zijn mandaatgebied zou overdragen aan de Verenigde Naties. Als reactie hierop werd door de Verenigde Naties de United Nations Special Committee on Palestine (UNSCOP) opgericht. Het voorstel van UNSCOP was om Palestina te splitsen in een onafhankelijke Joodse en een onafhankelijke Palestijnse staat. Op 29 november 1947 werd dit plan aangenomen door de Algemene Vergadering van de Verenigde Naties. Deze resolutie werd gesteund door de zionistische leiders, maar afgewezen door de Arabische leiders. Op 14 mei, de dag voordat de Britten het mandaatgebied zouden verlaten, riepen de Joodse leiders onder leiding van Ben-Gurion (die vervolgens de eerste premier van Israël werd) de onafhankelijke staat Israël uit. Daarop viel de Arabische Liga (op dat moment bestaande uit de landen Egypte, Libanon, Jordanië en Syrië het Britse mandaat Palestina aan en volgde een burgeroorlog tussen Joodse en Palestijnse inwoners. Op 23 april 1948 riep de Veiligheidsraad van de Verenigde Naties op tot een staakt-het-vuren en werd er een bestandscommissie ingesteld die ervoor diende te zorgen dat een en ander ook werd uitgevoerd. 
In resolutie 50 (29 mei 1948) riep de Veiligheidsraad van de Verenigde Naties op tot een staakt-het-vuren, waarna het bestand op 11 juni 1949 inging. De UNTSO diende erop toe te zien dat het bestand ook daadwerkelijk nageleefd werd. Direct nadat het bestand op 9 juli afliep, laaide de strijd weer op en werden de waarnemers van de UNTSO gedwongen zich terug te trekken. Op 18 juli werd er voor de tweede maal een staakt-het vuren bereikt en nu werd er naar een definitieve oplossing voor het conflict tussen Israël en de betrokken Arabische landen gezocht. In de eerste helft van 1949 werden er vier algemene wapenstilstandsakkoorden gesloten tussen Israël aan de ene en Egypte, Libanon, Jordanië en Syrië aan de andere kant. Hierin werden afspraken gemaakt over de bestandslijnen en de oprichting van de Mixed Armistice Commisions (MAC's). Deze waren als volgt verdeeld:
- EIMAC - Egypte en Israël
- ILMAC - Israël en Libanon
- HKJIMAC - Jordanië en Israël
- ISMAC - Israël en Syrië

De taakstelling van de UNTSO veranderde hierdoor en in resolutie 73 werd deze gewijzigde taakstelling door de Veiligheidsraad formeel vastgelegd.

## De UNTSO

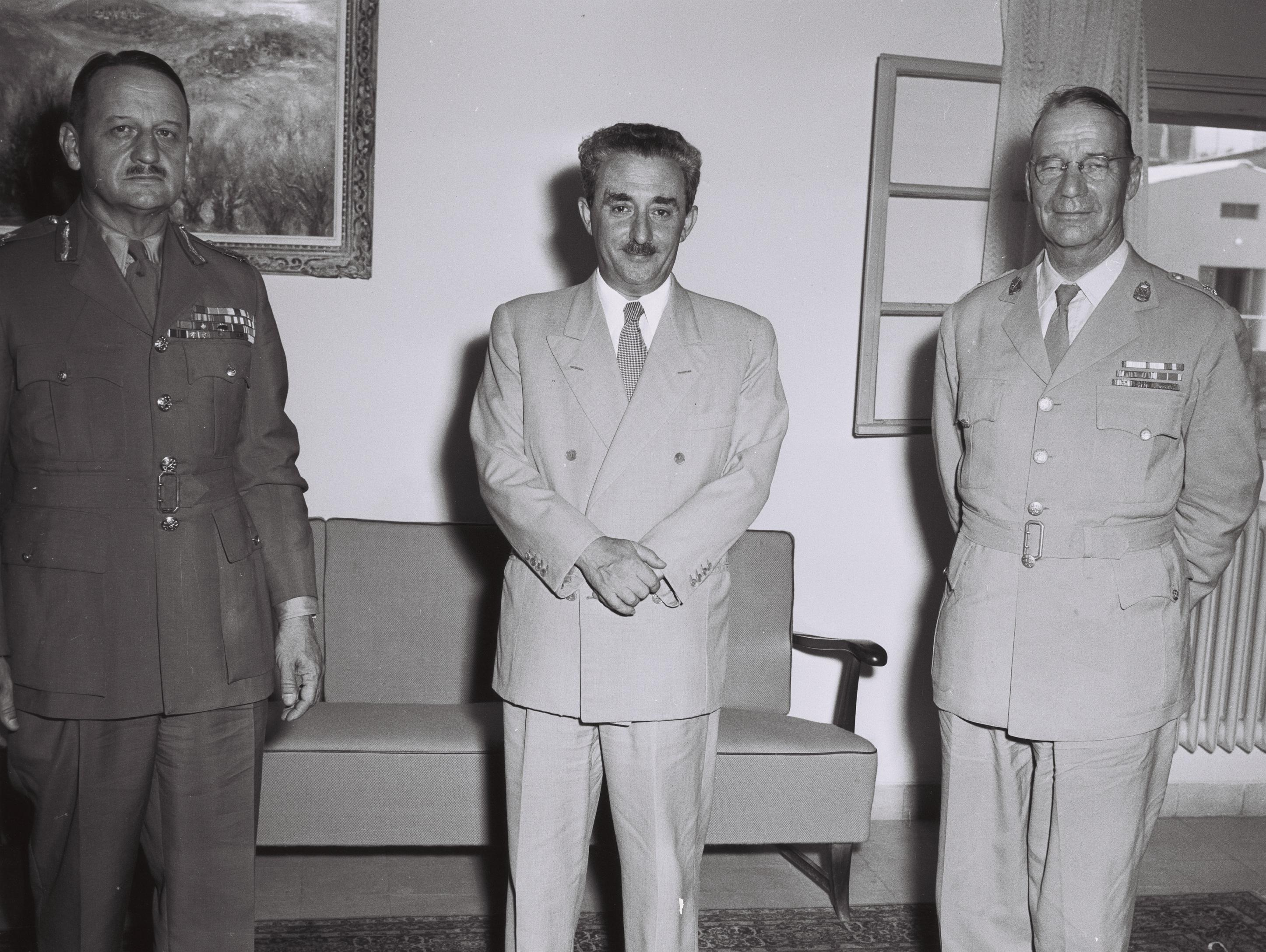
V.l.n.r. generaal E.L.M. Burns (UNTSO), Moshe Sharett en generaal Van Bennike

### Taken
Het werk van de UNTSO was nauw verbonden met dat van de Mixed Armistice Commissions (MAC); iedere commissie was samengesteld uit vertegenwoordigers van Israël en een buurland en werd voorgezeten door de chef-staf van de UNTSO of een vertegenwoordiger daarvan. Deze werd ondersteund door ongewapende militaire waarnemers, die tijdens hun uitzending steeds minimaal één keer werden overgeplaatst om de schijn van partijdigheid te vermijden. De taken van de MAC's waren:
- Onderzoek van klachten inzake de toepassing of de schending van de algemene wapenstilstandsakkoorden.
- Assistentie verlenen bij de uitvoering daarvan.
- Rapportages over activiteiten langs de bestandsgrenzen maken.
- Bemanning van observatieposten.
- Uitvoeren van patrouilles.
- Deelname aan de vergaderingen van de MAC's
- Participeren bij de uitwisseling van krijgsgevangenen en gesneuvelden.
- Zo nodig wijzigingen aanbrengen in de grens- of bestandslijn.
- Toezicht op de handhaving van het staakt-het-vuren.

### Nederlands aandeel in de UNTSO

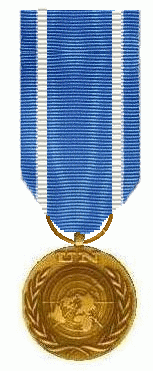
De United Nations Medaille

Van midden augustus tot 8 oktober 1948 stelde het Ministerie van Oorlog vier De Havilland DH 89A Dominie-vliegtuigen voor personenvervoer ter beschikking van de UNTSO. De secretaris-generaal van de Verenigde Naties verzocht Nederland officieel op 22 mei 1956 om twee officieren te zenden. De eerste twee ongewapende waarnemers (een van hen was kapitein J.A. Bor) vertrokken op 7 juli 1956 voor de duur van een jaar naar het UNTSO-gebied. Zij kregen aldaar een Jeepster wagoneer met een zend-ontvanginstellatie. Op 26 april 1958 verzocht secretaris-generaal Dag Hammarskjöld Nederland om meer waarnemers te zenden. De totale bijdrage van Nederland in die jaren bestond uit 8 deelnemers (vijf van de landmacht en drie van de Koninklijke Marine). Tijdens de zestiger jaren werd het aantal deelnemers uitgebreid tot 15. Op 21 december 1962 besloot de Nederlandse regering twee extra vrijwilligers te sturen; op 2 juli 1963 werden nog eens twee waarnemers naar het gebied gezonden. Van 17 juli 1963 (tot juni 1967, toen de Zesdaagse Oorlog uitbrak) werd de Nederlandse kolonel der mariniers W.A. van Heuvel benoemd tot voorzitter van de Egypt-Israel Mixed Armistice Commission (EIMAC). Op 13 juli 1965 werd het aantal Nederlanders verhoogd met twee officieren; tot 1995 zou het aantal van in totaal 15 Nederlandse waarnemers steeds hetzelfde blijven. Van 11 juni 1967 tot 19 november 1967 stelde de Nederlandse regering bovendien een Fokker Friendship van het 334ste squadron van de Koninklijke Luchtmacht met zeven bemanningsleden ter beschikking van de chef-staf van de UNTSO ter vervanging van de tijdens de Zesdaagse Oorlog verloren gegane Dakota.

### Nederlands aandeel in de MAC's

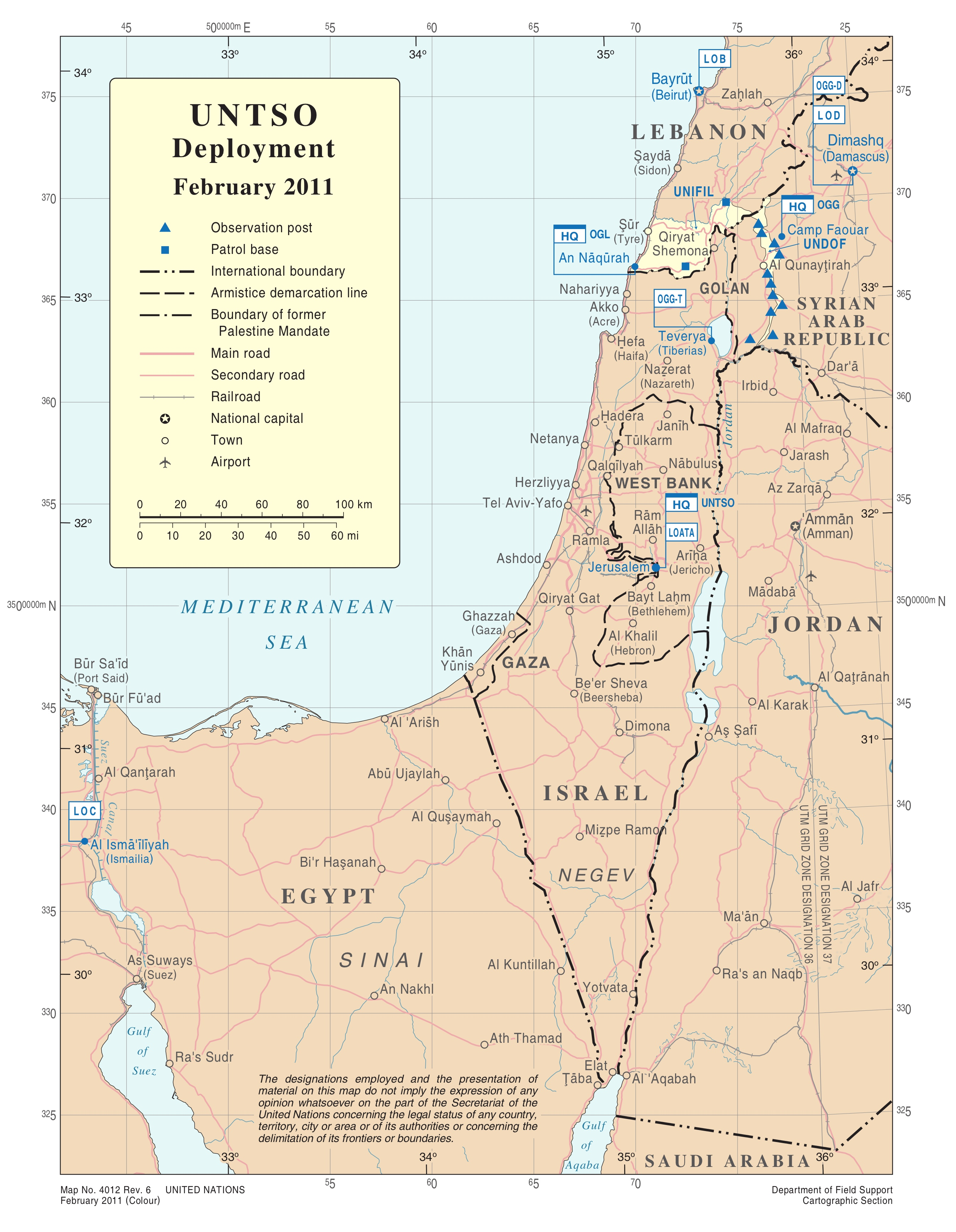
Kaart van de UNTSO in 2011

In 1956 werden de eerste twee Nederlandse waarnemers aangesteld voor de EIMAC. Na de Suezcrisis zei Israël eenzijdig zijn medewerking aan de commissie echter op en daarop verplaatste de EIMAC haar hoofdkwartier van El Auja naar Gaza. In mei 1967 (kort voor het begin van de Zesdaagse Oorlog) gaf president Nasser de opdracht dat alle leden van de Verenigde Naties in de Sinaï moesten vertrekken; dit betekende het definitieve einde van UNEF-1 maar EIMAC keerde in juni 1967 terug langs het Suezkanaal. Omdat Nederland zich tijdens de Zesdaagse Oorlog een bondgenoot had getoond van Israël, zag Egypte Nederland als niet-neutraal en Jordanië weigerde verdere stationering van waarnemers langs de Jordaan. Hierdoor werd de rol van HKJIMAC te beperkt en werd het vervangen door een liason-officier (UNLOA) in Amman. Nu EIMAC en HKJIMAC waren weggevallen, was plaatsing van Nederlandse waarnemers alleen nog mogelijk bij de bestandscommissies ILMAC en ISMAC.
ISMAC kreeg na de Zesdaagse Oorlog de taak nieuwe en dan omstreden demarcatielijnen tussen Syrië en Israël aan te wijzen en observatieposten hierlangs in te richten. De 7 posten in Israël rapporteerden aan het Tiberias Control Centre en de 9 posten in Syrië aan het hoofdkwartier in Damascus. De MAC in Libanon, ILMAC, rapporteerde na de Zesdaagse Oorlog onder meer over de acties van Palestijnse guerrillastrijders die vanuit Libanon Israël binnendrongen en bemande, sinds april 1972, 3 observatieposten op het grondgebied van Libanon. Na de Jom Kipoeroorlog werden de waarnemers ingedeeld bij observergroups onder operationele controle van de UNEF II, UNDOF en UNIFIL. Na de Camp Davidakkoorden op 26 maart 1979 verviel de bestaansgrond van UNEF II en EIMAC, maar EIMAC werd op verzoek van Egypte voortgezet onder de naam Observer Group Egypt, met een liason office in Gaza (UNLOG). In 1973 werd op de Golan Hoogvlakte (waar de ISMAC haar grondgebied had) de UNDOF actief. Waarnemers werden gereorganiseerd in een observer group met de toevoeging "Golan" (OGG). In maart 1979 werd de UNIFIL opgericht en werden waarnemers in Zuid-Libanon te Nahariya georganiseerd in de Observer Group Lebanon (OGL) en gecommandeerd door de UNIFIL-commandant. Sinds die tijd heeft de OGL vijf observatieposten en levert zij observatieteams voor Marjeyoun, Metulla, Tyrus en het Château de Beaufort.
In 1979 werd het hoofdkwartier van ILMAC gereorganiseerd tot liason office in Beiroet (UNLOB) en in augustus 1982 (Israëlische inval in Zuid-Libanon) uitgebreid en hernoemd tot Observer Group Beiroet(OGB). In 1992 werd UNTSO anders ingedeeld. OGB werd gereduceerd tot 221 medewerkers en hernoemd tot UNLOB. Het Nederlandse aandeel in UNTSO verminderde steeds meer: op 1 december 1995 waren er nog 13, op 11 november 1996 nog 11 medewerkers bij de UNTSO werkzaam.

## Commandanten
| Begindatum     | Einddatum      | Naam                | Rang               | Land             |
| -------------- | -------------- | ------------------- | ------------------ | ---------------- |
| mei 1948       | juni 1948      | Thord Bonde         | Kolonel            | Zweden           |
| juli 1948      | september 1948 | Åge Lundström       | Generaal-majoor    | Zweden           |
| september 1948 | mei 1953       | William E. Riley    | Luitenant-generaal | Verenigde Staten |
| juni 1953      | juli 1954      | Vagn Bennike        | Generaal-majoor    | Denemarken       |
| augustus 1954  | november 1956  | E. L. M. Burns      | Luitenant-generaal | Canada           |
| november 1956  | maart 1958     | Byron V. Leary      | Kolonel            | Verenigde Staten |
| maart 1958     | juli 1960      | Carl von Horn       | Luitenant-generaal | Zweden           |
| juli 1960      | december 1960  | R.W. Rickert        | Kolonel            | Verenigde Staten |
| januari 1961   | mei 1963       | Carl von Horn       | Luitenant-generaal | Zweden           |
| mei 1963       | juli 1970      | Odd Bull            | Luitenant-generaal | Noorwegen        |
| juli 1970      | oktober 1973   | Ensio Siilasvuo     | Luitenant-generaal | Finland          |
| oktober 1973   | maart 1974     | Richard Bunworth    | Kolonel            | Ierland          |
| maart 1974     | augustus 1975  | Bengt Liljestrand   | Generaal-majoor    | Zweden           |
| september 1975 | december 1975  | Keith D. Howard     | Kolonel            | Australië        |
| januari 1976   | maart 1978     | Emmanuel Erskine    | Generaal-majoor    | Ghana            |
| april 1978     | juni 1979      | William O'Callaghan | Luitenant-generaal | Ierland          |
| juni 1979      | januari 1980   | O. Forsgren         | Kolonel            | Zweden           |
| februari 1980  | februari 1981  | Erkki R. Kaira      | Generaal-majoor    | Finland          |
| februari 1981  | mei 1986       | Emmanuel Erskine    |                    | Ghana            |
| mei 1986       | juni 1987      | William O'Callaghan | Luitenant-generaal | Ierland          |
| juni 1987      | oktober 1990   | Martin O. Vadset    | Luitenant-generaal | Noorwegen        |
| oktober 1990   | oktober 1992   | Hans Christensen    | Generaal-majoor    | Finland          |
| oktober 1992   | december 1993  | Krishna Thapa       | Generaal-majoor    | Nepal            |
| december 1993  | april 1994     | John Fisher         | Kolonel            | Nieuw-Zeeland    |
| april 1994     | mei 1995       | Luc Bujold          | Kolonel            | Canada           |
| mei 1995       | september 1995 | Jaakko Oksanen      | Kolonel            | Finland          |
| oktober 1995   | maart 1998     | Rufus Kupolati      | Generaal-majoor    | Nigeria          |
| april 1998     | maart 2000     | Tim Ford            | Generaal-majoor    | Australië        |
| april 2000     | maart 2002     | Franco Ganguzza     | Generaal-majoor    | Italië           |
| maart 2002     | september 2004 | Carl Dodd           | Generaal-majoor    | Ierland          |
| november 2004  | november 2006  | Clive Lilley        | Generaal-majoor    | Nieuw-Zeeland    |
| november 2006  | februari 2008  | Ian Gordon          | Generaal-majoor    | Australië        |
| februari 2008  | april 2011     | Robert Mood         | Generaal-majoor    | Noorwegen        |
| mei 2011       | heden          | Juha Kilpiä         | Generaal-majoor    | Finland          |

## Afkortingen
- AOL - Area of Limitations
- AOS - Area of Separation
- HKJIMAC - Hashemite Kingdom of Jordan/Israel Mixed Armistice Commission
- MAC - Mixed Armistice Commissions
- OGE - Observer Group Egypt
- OGG - Observer Group Golan
- OGG-D - Observer Group Golan - Damascus
- OGG-T - Observer Group Golan - Tiberias
- OGL - Observer Group Lebanon
- UNDOF - United Nations Disengagement Observer Force Zone|United Nations Disengagement Observer Force
- UNEF - United Nations Emergency Force
- UNIFIL - United Nations Interim Force In Lebanon
- UNTSO - United Nations Truce Supervision Organization

## Medaille
De secretaris-generaal van de Verenigde Naties stelde geen Medaille voor Vredesmissies van de Verenigde Naties in voor de deelnemers. In plaats daarvan krijgen de deelnemers de United Nations Medal. Deze medaille wordt aan militairen en politieagenten verleend.

## Weblinks
- Website over de UNTSO
- Video van het Ministerie van Defensie over de UNTSO
- Informatie over Nederlandse deelname aan de UNTSO
- Video van de UNTSO op YouTube